# Die Liebe des Ulanen

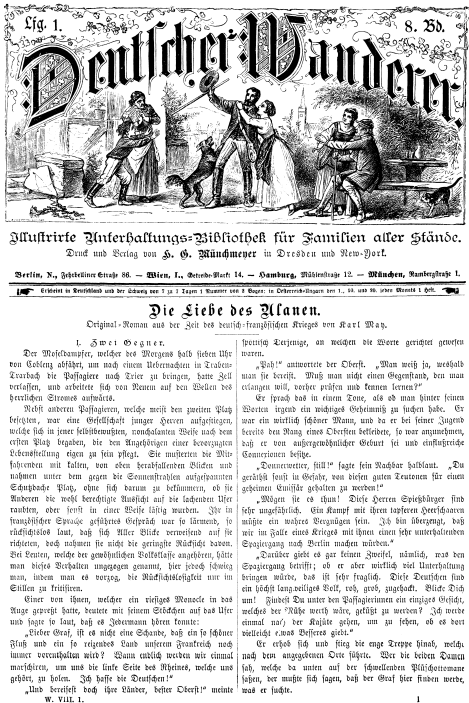
Erste Seite der Erstausgabe aus dem Jahr 1883

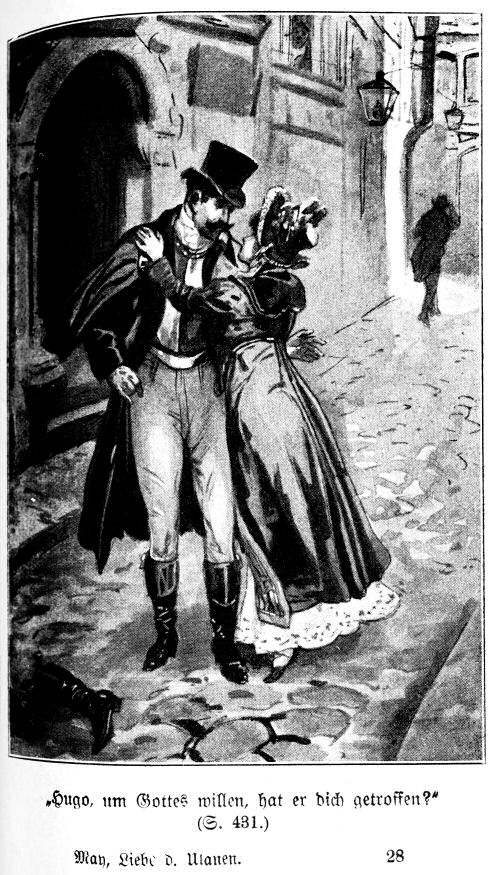
Hugo von Königsau und Margot Richemonte, Illustration der Fischer-Ausgabe von 1900/01

Die Liebe des Ulanen. Original-Roman aus der Zeit des deutsch-französischen Krieges ist der zweite der fünf von Karl May verfassten Kolportageromane. Er erschien vom September 1883 bis Oktober 1885 auf 1724 Seiten in der Zeitschrift Deutscher Wanderer. Von den insgesamt 108 wöchentlichen Lieferungen fiel die Nummer 87 wegen der Erkrankung seiner Mutter aus.

## Inhalt
Kurz vor der Schlacht bei Waterloo verliebt sich der preußische Offizier Hugo von Königsau (in der Bearbeitung des Karl-May-Verlages: Hugo von Greifenklau) in die Französin Margot Richemonte. Deren Stiefbruder Albin versucht die Verbindung zu verhindern und Königsau zu töten. Dies gelingt ihm nicht, doch Jahre später kann er die Familie ruinieren und Königsaus Sohn Gebhardt verschleppen. 1870 macht sich Königsaus Enkel Richard, verkleidet als buckliger Erzieher, inkognito auf den Weg, um in Richemontes Schloss sowohl die tragischen Familiengeheimnisse zu klären als auch französischen Kriegsvorbereitungen gegen Deutschland auf die Spur zu kommen. Dabei verliebt er sich in Richemontes schöne (Adoptiv-)Enkelin Marion.

## Historische Bezüge
Im ersten Teil spielt der preußische Generalfeldmarschall Blücher, als kauziger Alter, eine bedeutende Rolle. Auch Napoléon hat einen kurzen und wenig rühmlichen Auftritt. Den Krieg von 1870/71 stellte May so dar, als wäre er den Deutschen von den Franzosen aufgenötigt worden. Überhaupt zeichnet May die Deutschen als friedliebende, vorurteilsfreie Weltbürger, die immer wieder mit dem fanatischen, „typisch französischen“ Nationalismus konfrontiert werden. Positiv gezeichnete Franzosen lässt May nur wenige auftreten, und wenn, dann erklären diese meist, dass ihnen Deutschland lieber sei als ihr eigenes Land.

## Ausgaben
Die Urfassung liegt den Bänden Die Liebe des Ulanen I–V (erschienen in der Abteilung II: Fortsetzungsromane) der historisch-kritischen Ausgabe zugrunde.
In den Jahren 1900/01 erschien, ohne Mays Einverständnis, im Verlag Heinrich Gotthold Münchmeyer (seit 1899 im Besitz von Adalbert Fischer) eine von Paul Staberow bearbeitete (u. a. um angebliche unsittliche Passagen bereinigte) Ausgabe in fünf Bänden, die sogenannte Fischer-Ausgabe.
Eine neuerlich überarbeitete vierteilige Ausgabe erschien ab 1930 in der Reihe Karl May’s Gesammelte Werke im Karl-May-Verlag unter den Titeln Der Weg nach Waterloo, Das Geheimnis des Marabut, Der Spion von Ortry und Die Herren von Greifenklau.